# Sonnenuhr (Ormidale House)

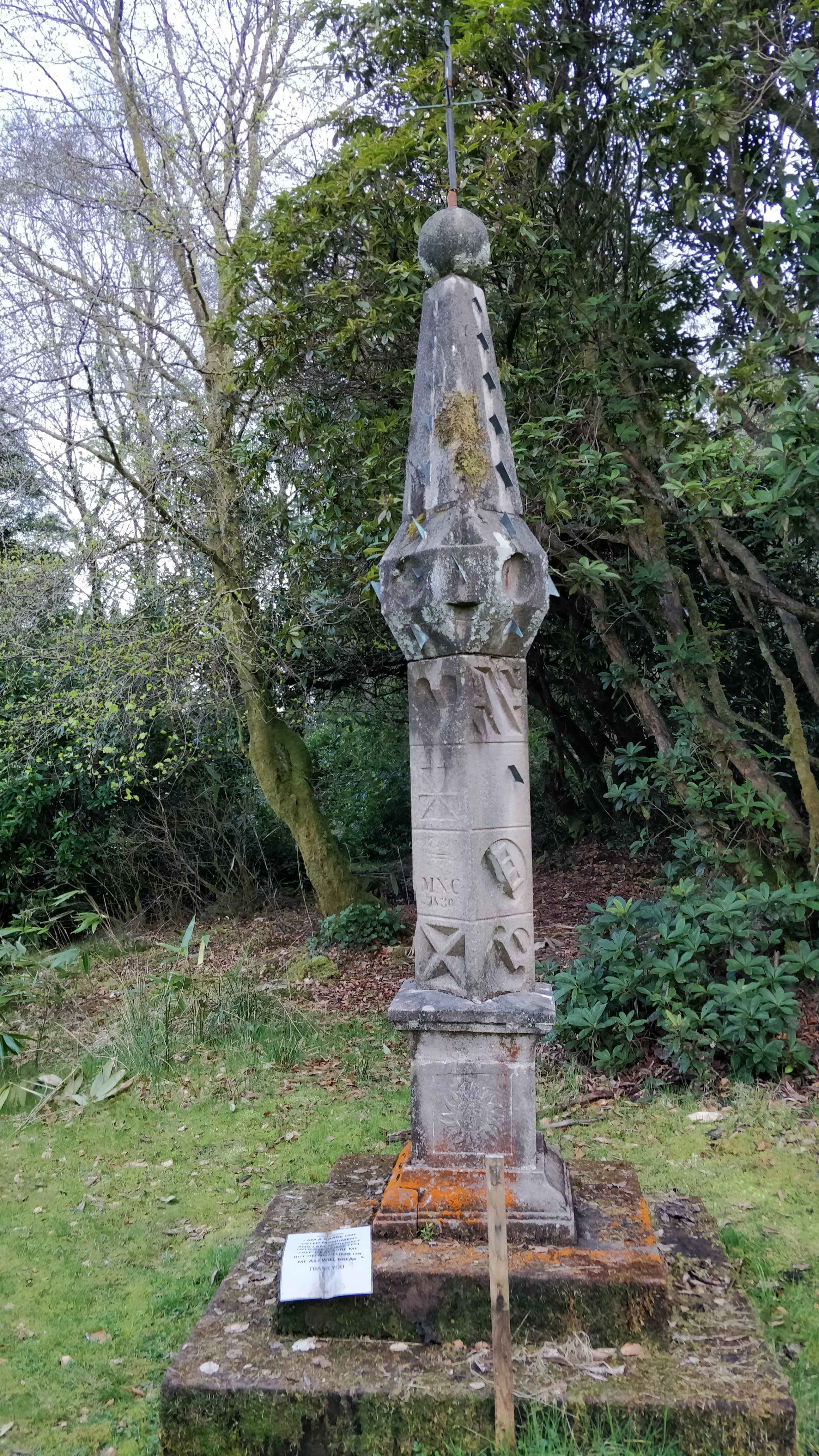
Sonnenuhr des Ormidale House

Die Sonnenuhr des Ormidale House ist eine Sonnenuhr auf den Ländereien von Ormidale House im Tal Glendaruel auf der schottischen Halbinsel Cowal in der Council Area Argyll and Bute. John Campbell gab das im Jahre 1719 fertiggestellte Bauwerk in Auftrag. Zunächst war die Sonnenuhr auf den Ländereien von Ballimore House im Süden Cowals nahe Tighnabruich aufgestellt. Als Burnley Campbell, Ehemann von Margaret Campbell of Ormidale, Ballimore House im Jahr 1897 verkaufte, verbrachte er die Sonnenuhr an ihren jetzigen Standort. 1971 wurde die Sonnenuhr des Ormidale House in die schottischen Denkmallisten in der höchsten Kategorie A aufgenommen.
Das steinerne Bauwerk ist reich mit Ornamenten verziert. Es steht auf einem hohen, quadratischen Sockel, der sich stufenförmig verjüngt und ist mit mehreren Gnomonen ausgestattet. Sie weist die Form eines Obelisken auf. Auf zwei eingelassenen Platten sind die Inschriften IMC/1719 sowie M.N.C./1830 zu finden. Ungewöhnlich ist, dass für die Sternenornamentik nicht wie bei den meisten vergleichbaren Sonnenuhren ein Achterstern, sondern ein Fünfstern verwendet wurde.